# La Cumbia
La Cumbia is een nummer van de Britse muziekgroep Sailor. Het nummer werd in april 1991 op single uitgebracht.
Na jaren van stilte had Sailor succes in het golden-oldiecircuit en ze kwamen daardoor weer aan het opnemen van een album toe. La Cumbia verscheen als B-kant van de  vinylsingle The Secretary, maar werd vervolgens ook uitgebracht op cd-single met twee remixen erop. Het nummer was gebaseerd op Zuid-Amerikaanse ritmes. Cumbia is een Colombiaanse muziekstijl.

## Achtergrond
De single werd uitsluitend een hit in het Duitse en Nederlandse taalgebied. In Duitsland werd de 25e positie bereikt en in Oostenrijk de 24e.
In Nederland was de plaat op vrijdag 28 juni 1991 Veronica Alarmschijf op Radio 3 en werd mede hierdoor een grote hit in de destijds twee landelijke hitlijsten op de nationale publieke popzender. De plaat bereikte de 6e positie in de Nederlandse Top 40 en de 7e positie in de Nationale Top 100.
In België bereikte de plaat de   4e positie in de voorloper van de Vlaamse Ultratop 50 en de 3e positie in de Vlaamse Radio 2 Top 30. In Wallonië werd géén notering behaald.

## Tracklijst
Label:
	RCA – PT 44 540
Format:
Vinyl, 12", 45 RPM
Country:
	Germany
Released:
	Apr 1991
Genre:
	Reggae, Pop
Style:
	Reggae-Pop
A		La Cumbia (Cumbia Loco Mix)	5:58
B1		La Cumbia (Tropical Mix)
Mixed By – Georg Kajanus
3:25
B2		La Cumbia (Radio
La Cumbia (CD, Maxi-Single)
	RCA, RCA
	PD44540, PD 44 540
	Europe
	1991
	La Cumbia (7", 45 RPM, Single, Stereo)
	RCA, RCA
	PB44539, PB 44 539
	UK & Europe
	1991
	La Cumbia (Cassette, Single)
	RCA
	300045 4
	Netherlands
	1991

## Hitnoteringen

### Nederlandse Top 40
| "La Cumbia" in de Nederlandse Top 40 - binnen: 06-07-1991 | "La Cumbia" in de Nederlandse Top 40 - binnen: 06-07-1991 | "La Cumbia" in de Nederlandse Top 40 - binnen: 06-07-1991 | "La Cumbia" in de Nederlandse Top 40 - binnen: 06-07-1991 | "La Cumbia" in de Nederlandse Top 40 - binnen: 06-07-1991 | "La Cumbia" in de Nederlandse Top 40 - binnen: 06-07-1991 | "La Cumbia" in de Nederlandse Top 40 - binnen: 06-07-1991 | "La Cumbia" in de Nederlandse Top 40 - binnen: 06-07-1991 | "La Cumbia" in de Nederlandse Top 40 - binnen: 06-07-1991 | "La Cumbia" in de Nederlandse Top 40 - binnen: 06-07-1991 | "La Cumbia" in de Nederlandse Top 40 - binnen: 06-07-1991 |
| Week                                                      | 1                                                         | 2                                                         | 3                                                         | 4                                                         | 5                                                         | 6                                                         | 7                                                         | 8                                                         | 9                                                         |                                                           |
| --------------------------------------------------------- | --------------------------------------------------------- | --------------------------------------------------------- | --------------------------------------------------------- | --------------------------------------------------------- | --------------------------------------------------------- | --------------------------------------------------------- | --------------------------------------------------------- | --------------------------------------------------------- | --------------------------------------------------------- | --------------------------------------------------------- |
| Nummer                                                    | 21                                                        | 11                                                        | 7                                                         | 6                                                         | 8                                                         | 12                                                        | 18                                                        | 25                                                        | 40                                                        | uit                                                       |

### Nationale Top 100
| "La Cumbia" in de Nationale Top 100 - binnen: 20-06-1991 | "La Cumbia" in de Nationale Top 100 - binnen: 20-06-1991 | "La Cumbia" in de Nationale Top 100 - binnen: 20-06-1991 | "La Cumbia" in de Nationale Top 100 - binnen: 20-06-1991 | "La Cumbia" in de Nationale Top 100 - binnen: 20-06-1991 | "La Cumbia" in de Nationale Top 100 - binnen: 20-06-1991 | "La Cumbia" in de Nationale Top 100 - binnen: 20-06-1991 | "La Cumbia" in de Nationale Top 100 - binnen: 20-06-1991 | "La Cumbia" in de Nationale Top 100 - binnen: 20-06-1991 | "La Cumbia" in de Nationale Top 100 - binnen: 20-06-1991 | "La Cumbia" in de Nationale Top 100 - binnen: 20-06-1991 | "La Cumbia" in de Nationale Top 100 - binnen: 20-06-1991 | "La Cumbia" in de Nationale Top 100 - binnen: 20-06-1991 | "La Cumbia" in de Nationale Top 100 - binnen: 20-06-1991 |
| Week                                                     | 1                                                        | 2                                                        | 3                                                        | 4                                                        | 5                                                        | 6                                                        | 7                                                        | 8                                                        | 9                                                        | 10                                                       | 11                                                       | 12                                                       |                                                          |
| -------------------------------------------------------- | -------------------------------------------------------- | -------------------------------------------------------- | -------------------------------------------------------- | -------------------------------------------------------- | -------------------------------------------------------- | -------------------------------------------------------- | -------------------------------------------------------- | -------------------------------------------------------- | -------------------------------------------------------- | -------------------------------------------------------- | -------------------------------------------------------- | -------------------------------------------------------- | -------------------------------------------------------- |
| Nummer                                                   | 95                                                       | 69                                                       | 30                                                       | 11                                                       | 8                                                        | 7                                                        | 10                                                       | 11                                                       | 20                                                       | 32                                                       | 42                                                       | 74                                                       | uit                                                      |